# Caracol (Mato Grosso do Sul)
Caracol – miasto i gmina w Brazylii, w stanie Mato Grosso do Sul.